# Kimba the White Lion
Jungle Emperor (яп. ジャングル大帝 Дзянгуру Тайтэй, «Император джунглей») или Kimba the White Lion (англ. «Белый лев Кимба») — манга, созданная Осаму Тэдзукой, и одноимённое аниме. Манга выходила с 1950 года в японском журнале Manga Shonen, а в 1965 году была экранизирована в качестве аниме-сериала студией Mushi Production. Согласно некоторым источникам, это первый цветной анимационный сериал Японии (предполагается, что Dolphin Oji не транслировался на телевидении). Он был дублирован на многие языки и показан в США, Австралии, европейских странах — во Франции, Италии, Испании, Германии. Входит в список самых популярных анимационных сериалов Японии по версии TV Asahi.

## Сюжет
Действие происходит в Африке в середине XX века. Человечество начинает представлять опасность для дикой фауны джунглей. Белый лев Панджа, император джунглей, ищет тихую гавань для своего народа, где они могли бы жить, не страшась людей. Это ему удаётся, однако льву приходится похитить коров из ближайшей деревни, чтобы накормить африканских хищников. Кража приводит в ярость жителей деревни, у которых не остаётся другой еды. Они нанимают профессионального охотника. Тот, опасаясь нападать на льва в открытую, записывает звуки рычания и приманивает его львицу — Элизу. Император джунглей попадает в ловушку и погибает, а беременную Элизу переправляют в зоопарк. На корабле рождается маленький Лео (переименован в Кимбу в американском дубляже). Шторм во время плавания приводит к кораблекрушению и смерти Элизы, а Лео удаётся спастись.

## В ролях
- Ёсико Ота — Лео (Кимба в американском дубляже)
- Ёсико Мацуо — львица Райер
- Хадзимэ Акаси — антилопа Тони
- Кинто Тамура — попугай Коко
- Хисаси Кацута — мандрил Мэнди
- Сэйдзо Като — пантера Тотто
- Кадзуо Кумакура — гиена Дик
- Киёси Кавакубо — гиена Бо
- Нобуаки Сэкинэ — Кэнъити
- Ёсико Ямамото — Мэри

## Совпадения с мультфильмом «Король Лев»
Часть элементов фильма «Король Лев» были сочтены во многом напоминающими аниме «Белый лев Кимба», многие персонажи имели аналоги в японском мультфильме, а отдельные сцены почти идентичны по содержанию и используемым ракурсам. Мэттью Бродерик, озвучивавший Симбу, изначально считал, что работает над ремейком «Кимбы», так как был знаком с оригиналом. Бродерик рассказывал: «Я думал, что речь идёт о Кимбе, белом льве из мультфильма моего детства. Поэтому я всем говорил, что буду озвучивать Кимбу».
Ёсихиро Симидзу, представитель создавшей «Кимбу» Tezuka Productions, опроверг слухи, что студии заплатила компания «Дисней», но объяснил, что отказ подавать в суд был вызван тем, что «мы небольшая слабая компания. В любом случае оно этого не будет стоить… Адвокаты „Диснея“ входят в 20 лучших в мире!».
Официальная позиция «Диснея» состоит в том, что любые подобия являются совпадением. Кроме того, Роберт Питерсен высказал предположение, что Tezuka Productions при работе над мангой основывалась на американском комиксе Эда Ханта Simba, King of Beasts, опубликованном в 1947 году.